# 25945 Moreadalleore
25945 Moreadalleore è un asteroide della fascia principale. Scoperto nel 2001, presenta un'orbita caratterizzata da un semiasse maggiore pari a 2,5378709 UA e da un'eccentricità di 0,0538267, inclinata di 2,78832° rispetto all'eclittica.